# Clyde King
Clyde Whitlock King (født 6. september 1898 i Montezuma, Iowa, død 20. august 1982) var en amerikansk roer og olympisk guldvinder.

## Sportskarriere
King var egentlig mere kendt som amerikansk fodboldspiller og sikrede det amerikanske flådeakademi sejren i en kamp i 1919 mod hærens akademi, da han scorede alle point i 6-0-sejren. Derudover roede han lidt for sjov ved siden af. Men han udviste stor styrke og udholdenhed og blev derfor opfordret til at prøve at ro mere målrettet. Han kom derpå med i den amerikanske otter med roere fra flådeakademiet i Annapolis, som blev udtaget til OL 1920 i Antwerpen. Resten af besætningen bestod af Virgil Jacomini, Ed Graves, Bill Jordan, Ed Moore, Zeke Sanborn, Don Johnston, Vince Gallagher og styrmand Sherm Clark, og amerikanerne vandt deres indledende heat og semifinalen sikkert. I finalen mødte de den britiske båd, der ligeledes var gået ret sikkert til finalen, og efter at briterne var startet bedst og havde en klar føring midtvejs, men med 300 m tilbage satte amerikanerne deres sprint ind og indhentede briterne med 50 m tilbage og vandt med under et sekunds forspring.

## Videre karriere
Han fik sin eksamen i 1922 og forlod flåden samme år. Han blev genindkaldt under anden verdenskrig og forblev derpå officer frem til 1958, hvor han endegyldigt indstillede karrieren her med rang af kontreadmiral.
Han havde derudover en karriere inden for glasindustrien, og han forblev hele sit liv engageret i sport via medlemskab af flere sportsklubber og -organisationer.

## OL-medaljer
- 1920:  Guld i otter